# Gymniska förbundet
Gymniska Förbundet var en organisation med mottot "hälsa, karaktär, skönhet" som grundades 1928 av pronazisten Carl-Ernfrid Carlberg och som ville verka för friskvård och gymnisk kultur mot osundhet, etisk lättja och urartning. Förbundets gymniska kroppsideal utsattes för en allt mer rasbiologisk tolkning, som över tid tog överhanden från de tidigare gymnastiska och kulturella tolkningarna.
Den gav ut tidningen Gymn, med fokus på gymnastik och hälsa, som på sitt omslag beskrevs som en "Tidskrift för gymnisk kultur" (1928–1931) och senare "Tidskrift för nordisk ras- och kulturförnyelse" (1931–1932). Förbundet lades ned 1932, men var en föregångare till Samfundet Manhem.